# Герой Труда Республики Куба
Герой Труда Республики Куба (Héroe del Trabajo de la República de Cuba) — почётное звание Республики Куба для лиц, имеющих особые заслуги в области производства, научной деятельности, государственной или общественной службы. Присваивается решением Государственного совета Кубы.

## История
Предшественником является звание «Национальный герой труда», введённое в феврале 1963 года. Первым человеком, получившим это звание стал рубщик сахарного тростника-«мачетеро» Рейнальдо Кастро, добившийся рекордной производительности труда — 1272 арробы стеблей сахарного тростника в сутки. 17 февраля 1964 года ему было присвоено звание «Национальный герой труда» с вручением почётной грамоты.
В дальнейшем, в систему государственных наград были внесены изменения, и декретом № 30 от 10 декабря 1979 года были учреждены почётное звание «Герой труда Республики Куба» и знак отличия — медаль «Золотая звезда труда».
30 сентября 2021 года звание «Герой труда» было присвоено десяти кубинским ученым и работникам фармацевтической промышленности за создание вакцины от COVID-19 и вклад в борьбу с коронавирусом COVID-19.

## Описание
Медаль «Золотая звезда труда» (Estrella de Oro del Trabajo) представляет собой пятиконечную звезду на планке в цветах государственного флага Республики Куба.